# إدواردو ديلوكا
إدواردو ديلوكا (بالإسبانية: Eduardo Deluca)‏ هو مسير رياضي ولاعب كرة قدم أرجنتيني، ولد في 17 سبتمبر 1940.